# Dumaraha
Dumaraha – gaun wikas samiti we wschodniej części Nepalu w strefie Kośi w dystrykcie Sunsari. Według nepalskiego spisu powszechnego z 2001 roku liczył on 2909 gospodarstw domowych i 15662 mieszkańców (7860 kobiet i 7802 mężczyzn).